# БАЗ-А11110
БАЗ-А111.10 «Ромашка» — 10,7-метровий напівнизькопідлоговий автобус, що був випущений на Бориспільському автобусному заводі (БАЗ) у 2010 році. Це перший серійний «низькопідлоговик», що випускається на БАЗі.
Спочатку БАЗ-А11110 існував у єдиному екземплярі, і у 2010 році вже встиг побувати на виставках комерційної техніки, а саме на початку липня 2010 машина своїм ходом їздила до Нижнього Новгороду на виставку Busworld Russia 2010, а у жовтні 2010 побувала на виставці Trucks International Review-2010 (TIR-2010) (саме з цієї виставки фотографії до статті).
Традиція БАЗу називати свої автобусами іменами квітів у корпорації «Еталон» введена з 2008 року, наприклад, ЧАЗ-А08310 отримав ім'я «Мак», БАЗ-А079.14 (.32 і .45) «Пролісок», ЧАЗ-А074 — «Чорнобривець». Новий автобус А11110 великого класу отримав ім'я «Ромашка», як підтвердження цього, на виставковому екземплярі на кузові ззаду намальовано ромашки.

## Огляд
БАЗ-А11110 — «низькопідлоговик», випущений на Бориспільському автобусному заводі у 2010 році. Поки що існує єдиний екземпляр, однак, швидше за все, серійний випуск скоро розгорнеться. Ознайомитися з цією машиною можна було на виставках Busworld Russia 2010 у Нижньому Новгороді i TIR-2010 у Києві. Бориспільський низькопідлоговик — машина вельми сучасна. Автобус має довжину 10,72 метри, що трохи більше за схожий з ним напівнизькопідлоговий «Богдан А601.10», що випускається у Луцьку на ЛуАЗі та львівський CityLAZ-10LE. Автобус має тримальний кузов, головним несним елементом якого є жорсткий каркас, на якій кріпляться усі вузли та агрегати. Каркас автобуса виконаний з високоміцної сталі з повним антикорозійним покриттям, бокова обшивка також виконується зі сталевих панелей, обшивка передка і задка — зі склопластику. Каркас та обшивка буса повністю оброблені антикорозійним покриттям та антикорозійним лакофарбовим покривом.
БАЗ-А111.10 має велике панорамне лобове скло, звичайно, триплекс, фари у плафонах прямокутної форми, а також блінкерне електронне-табло-рейсовказівник, що може вказувати різну інформацію, зокрема і дані про маршрут, на якому працює машина. Також у автобуса «вухаті» бокові дзеркала заднього виду, які обладнано електропідігрівом.
Автобус БАЗ-А111.10 може обладнуватися 6-циліндровим дизельним двигуном Hino HA57L135-BS III (183 кінські сили) або 4-циліндровим німецьким Deutz TCD 2013 L44V 214 к.с. Обидва двигуни з турбонаддувом та відповідають екостандарту Euro-3. Силовий агрегат автобуса знаходиться у задньому звисі під підлогою, тяговий міст автобуса — задній. Автобус БАЗ-А111.10 може обладнуватися механічною коробкою передач ZF (6 ст.) або автоматичною коробкою передач Allison. Автобус обладнано пневмопідвіскою, пружні елементи підвіски, пневмобалони, окрім функції забезпечення м'якості ходу надають автобусові можливість «присісти» на праві півосі, у автобуса наявна функція кнілінгу кузова. Гальмівна система автобуса пневматична двоконтурна, з ABS, на замовлення може встановлюватися i ASR. Виставковий екземпляр обладнаний декоративними колісними ковпаками, однак навряд чи вони будуть на кожному серійному екземплярі.

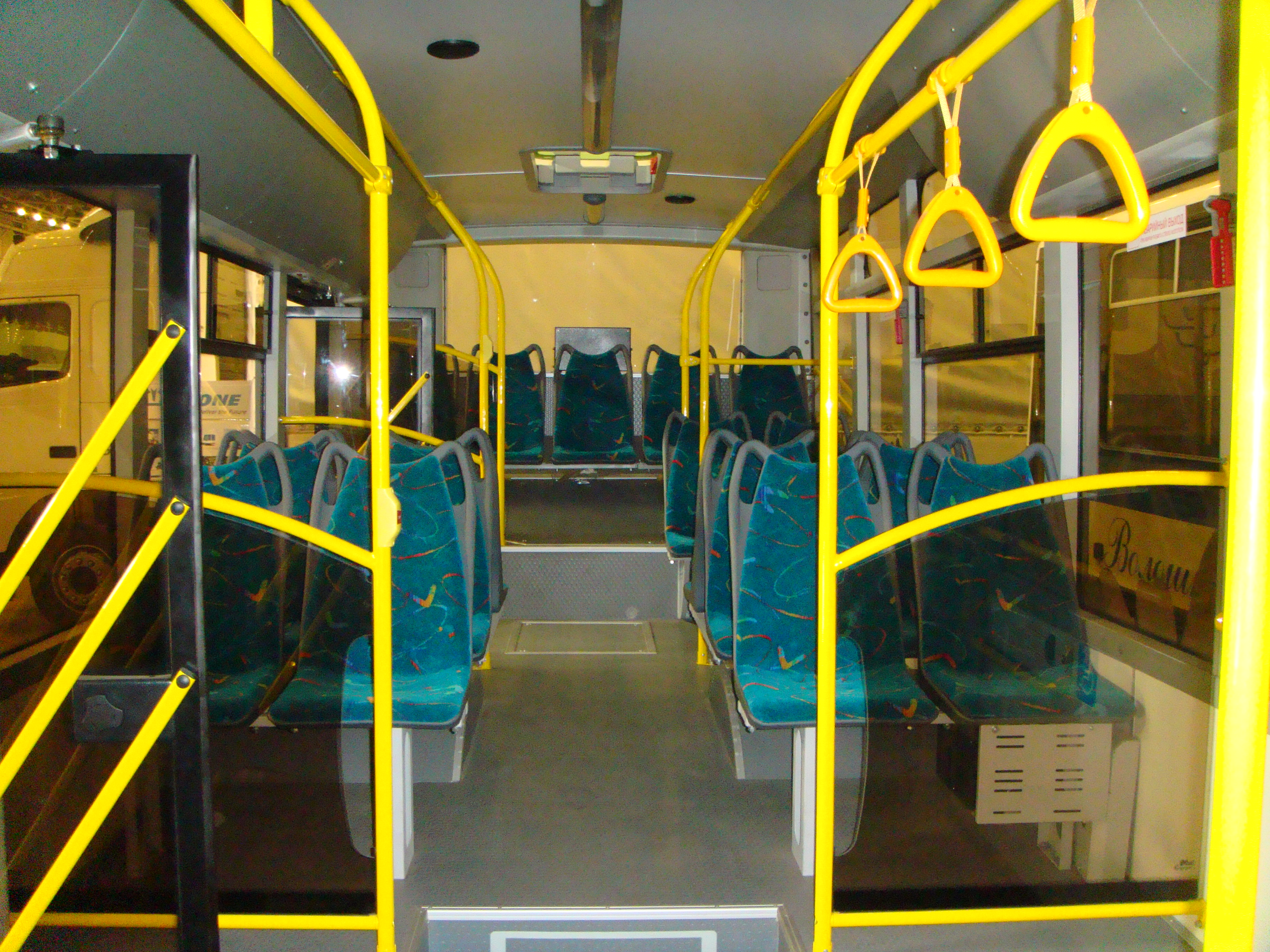
Салон

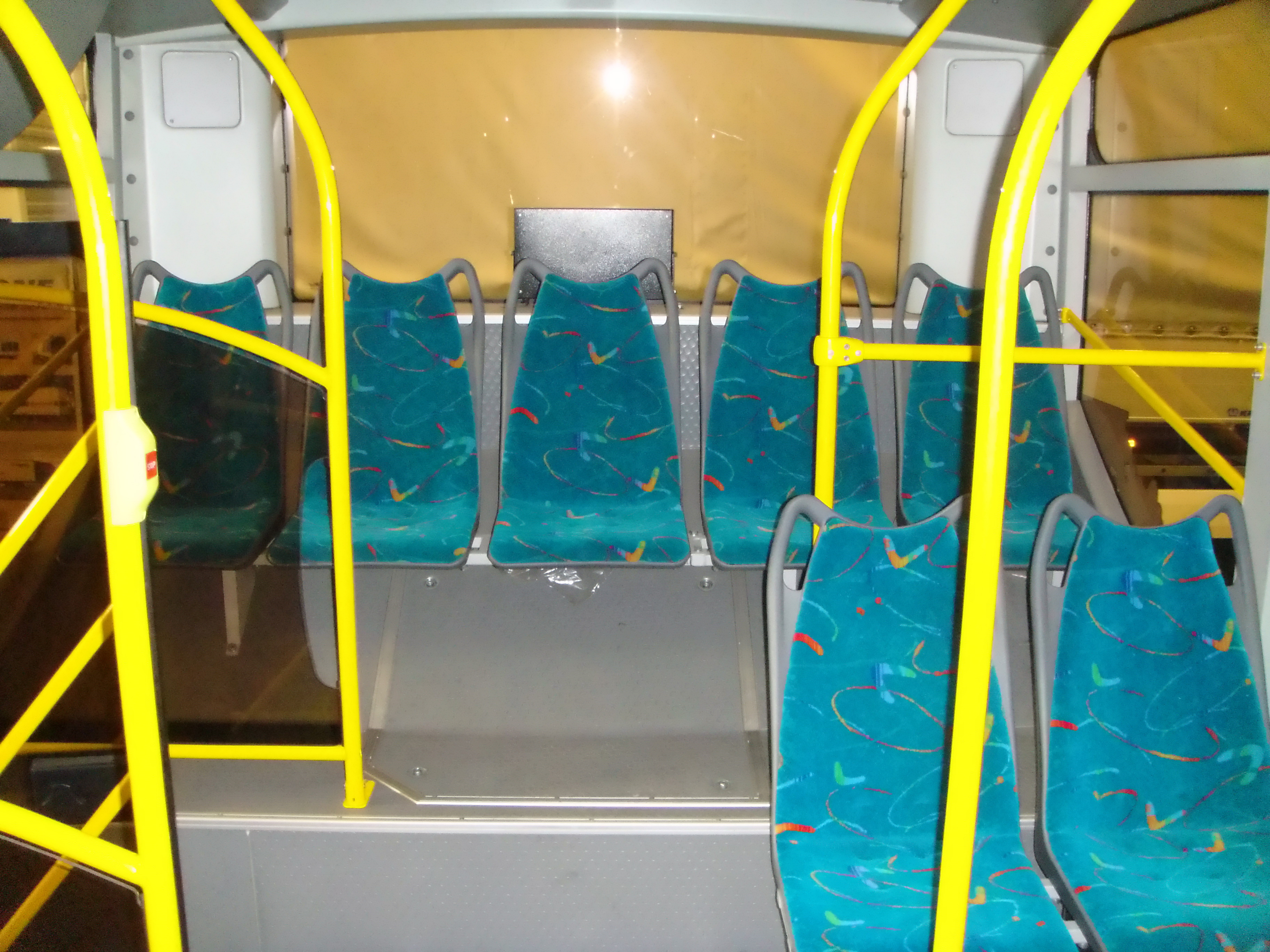
Салон

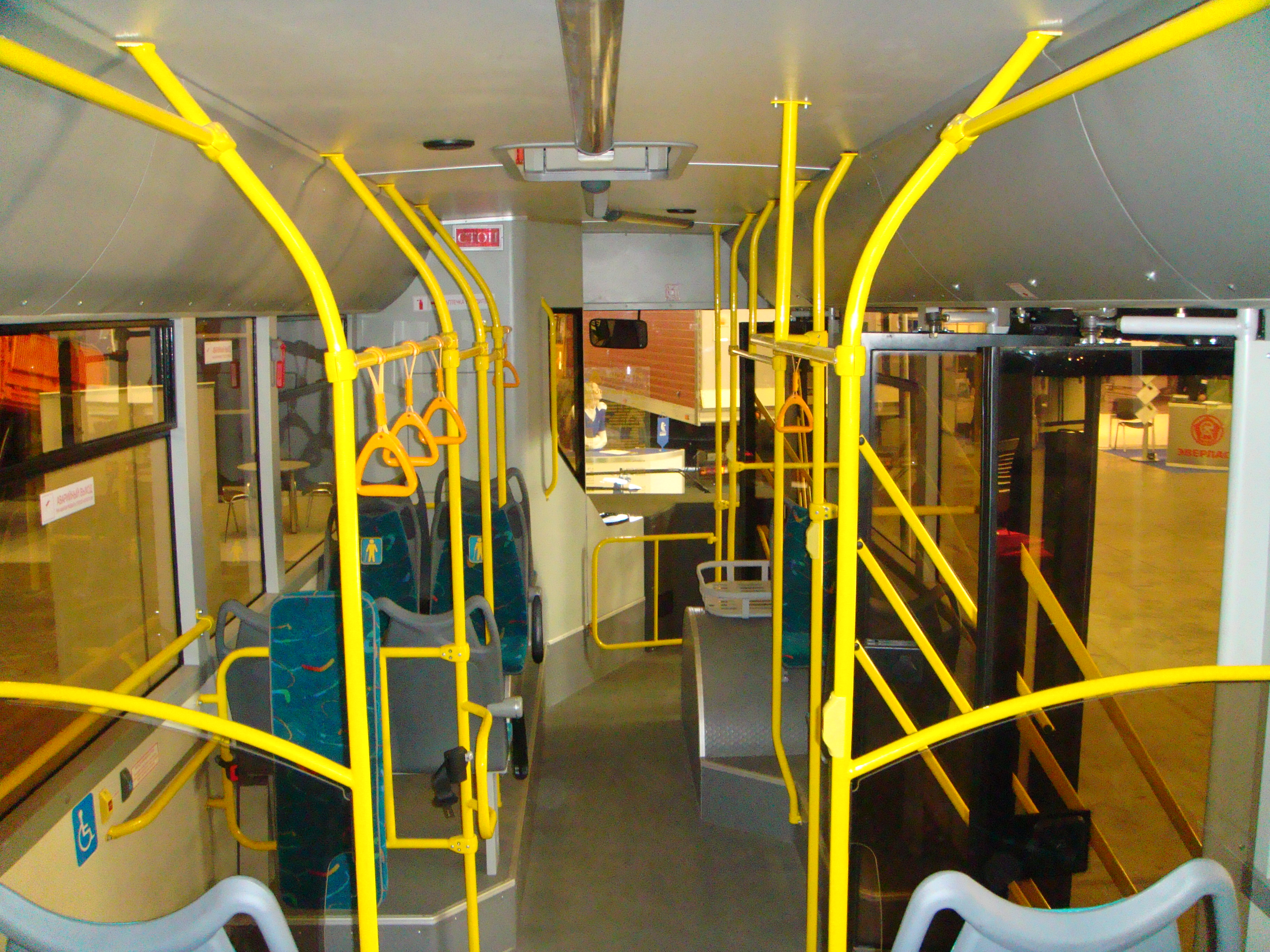
Салон

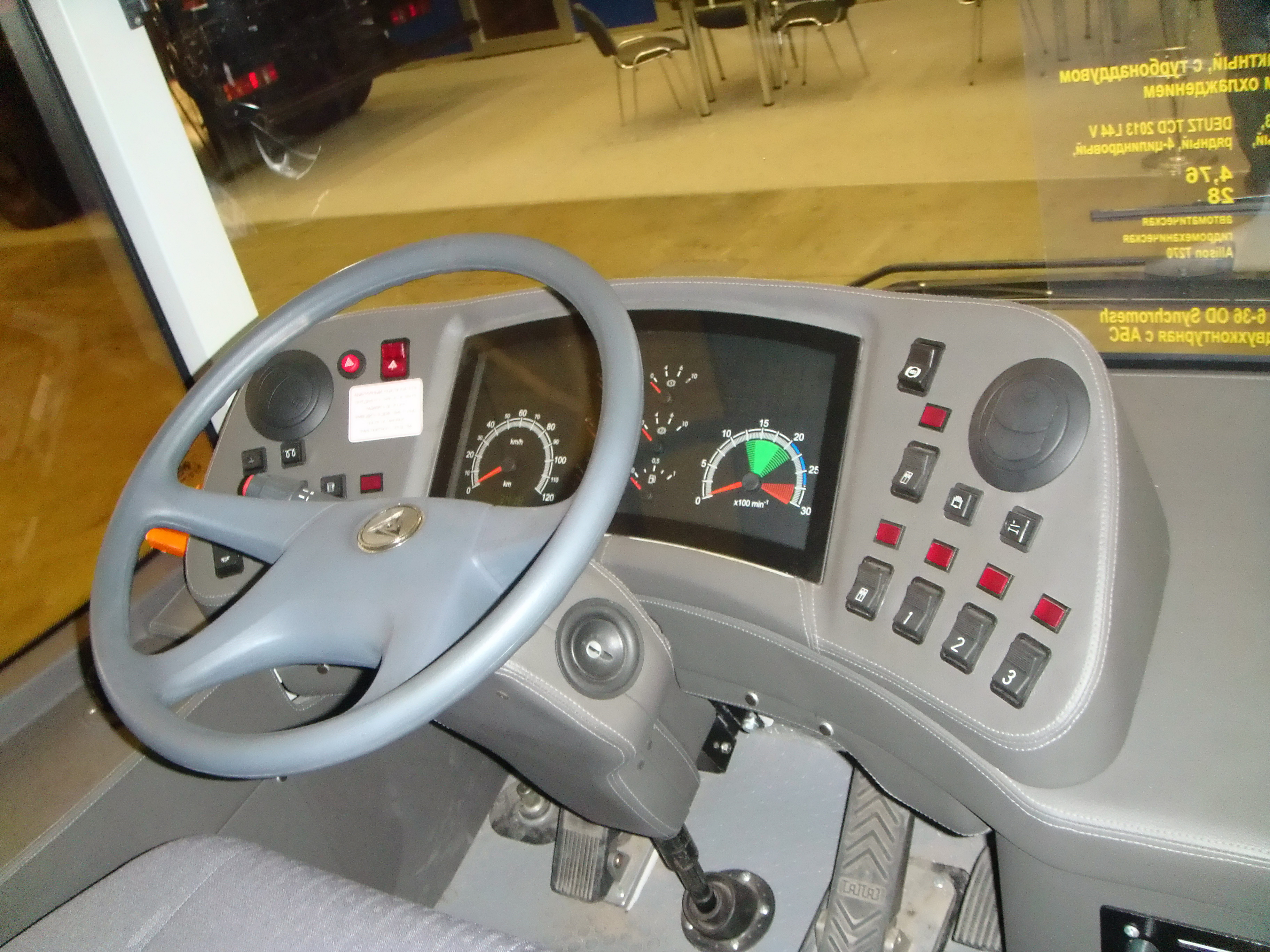
Місце водія

До салону БАЗ-А11110 ведуть три двері, перші дві двостулкові, задні одностулкові. Це напівнизькопідлогова машина, при перших двох входах сходинок немає, однак після других дверей у салоні є подіум; щоб видертися на нього, потрібно подолати дві сходинки. Те ж саме у Богдан А601.10. Салон БАЗа — вельми просторий, при перших двох входах сходинок узагалі немає, тому пасажирам буде набагато зручніше заходити у низькопідлогову машину, аніж у високопідлогову. Салон А11110 має чимало позитивних рис. Салон обладнано зручними, яскраво-жовтими поручнями, за які пасажирам легко буде триматися під час поїздки, для більшої зручності, горизонтальні поручні обладнано пластмасовими підвісними ручками. У салоні автобуса знаходяться 22 напівм'які (залежно від комплектації, їх може бути і до 27) сидіння для пасажирів, що мають повністю обшиту спинку та подушку. Також сидіння обладнано підлокітниками для більшої зручності. Також на поручнях автобуса є кнопки виклику до водія з метою зупинки на вимогу.
БАЗ-А11110 обладнано відкидною рампою, що слугує для в'їзду пасажирів у інвалідних візках у салон. Це є суттєвим плюсом для автобуса. Навпроти середніх дверей розміщено великий накопичувальний майданчик, де розміщено спеціальний турнікет-кріплення для інвалідного візка (ззовні схожий на сидіння, тільки без подушки). Для вентиляції у салоні слугують зсувні кватирки на бокових вікнах, а також два дахових люки. На замовлення, може встановлюватися і кондиціонер. Серед іншого варто відмітити такі особливості салону, як гнуті поручні, скляні турнікети біля дверей, що встановлені там, щоб дверима не притиснуло та не травмувало ноги сидячих, а також тоновані вікна, симпатичні сидіння. Єдиний недолік, це втрата місця на правій передній колісній арці, де встановлено лише одне сидіння, на противагу двом, полуторним у Богдан А601, до того ж позаду тієї ж арки подіум, і лише одне місце.
У виставкового екземпляру автобуса є неповна перегородка кабіни водія, вона є незаскленою і урізаною, на противагу Богдан А601.10, у якого перегородка забирає передню стулку передніх дверей (однак, можливо, будуть і інші варіанти виконання). Панель приладів сірого кольору, торпеда є напівкруглою, і надає водієві швидкий доступ до необхідних клавіш та важелів. Цікавим є і те, що панель обтягнута синтетичною тканиною, тканиною обтягнутий і кожух кермової колонки. Хоч панель виконана без «наворотів», вона є непоганою. На правій частині приладової панелі знаходяться клавіші відкриття та закриття дверей (можуть закриватися і усі разом), увімкнення АБС та активація кнілінгу, та один вентиляційний отвір, на лівій — керування освітленням та опаленням у салоні, клавіша увімкнення аварійної сигналізації, один вентиляційний отвір та інше. Показникові прилади тут застосовані ті ж, що і на Богдан А601.10; відповідно показникові прилади розміщено так (зліва направо): спідометр (розмічений до 120 км/год), далі (зверху донизу) показник мастила, індикатор температури розігріву двигуна, показник бортової напруги, далі (зверху донизу) манометри пневмосистеми і далі тахометр, також варто звернути увагу на «розмальований» тахометр. Кермовий механізм у БАЗ-А11110 від ZF, з гідропідсилювачем, крісло водія м'яке, влаштоване на пневмопідвіці та регулюється по висоті.
Всього виготовлено 11 екземплярів БАЗ-А111.10 «Ромашка».

## Технічні характеристики
| Технічна характеристика БАЗ-А11110 «Ромашка» | Технічна характеристика БАЗ-А11110 «Ромашка»                                     |
| -------------------------------------------- | -------------------------------------------------------------------------------- |
| Загальні дані                                |                                                                                  |
| Модель                                       | БАЗ-А11110                                                                       |
| Випускається з, рік                          | 2010                                                                             |
| Кількість випущених екземплярів, штук        | 11 (2015)                                                                        |
| Призначення                                  | міський автобус                                                                  |
| Назва                                        | «Ромашка»                                                                        |
| Кузов                                        |                                                                                  |
| Кузов                                        | тримальний, вагонного компонування, виконаний зі сталі                           |
| Габаритні розміри                            |                                                                                  |
| Довжина, мм                                  | 10720                                                                            |
| Ширина, мм                                   | 2550                                                                             |
| Висота, мм                                   | 3020                                                                             |
| Колісна база, мм                             | 4980                                                                             |
| Колія передніх/задніх коліс, мм              | 2096/1816                                                                        |
| Споряджена маса, кг                          | 10000                                                                            |
| Повна маса, кг                               | 19000                                                                            |
| Елементи ззовні                              |                                                                                  |
| Фари (передок)                               | 6 фар та 2 протитуманні, з лінзами                                               |
| Бокові дзеркала зовнішнього виду             | сферичні, з електропідігрівом                                                    |
| Лобове скло                                  | панорамне, триплекс                                                              |
| Склоочисники                                 | горизонтальні                                                                    |
| Маршрутовказівники                           | блінкерні електронні                                                             |
| Ходова частина                               |                                                                                  |
| Тяговий міст                                 | даних немає / задній                                                             |
| Колісна формула                              | 4×2                                                                              |
| Підвіска                                     | пневматична з функцію нахилу кузова кнілінг                                      |
| Гальмівна система                            | пневматична, двоконтурна, з АБС                                                  |
| Гальмівні механізми                          | даних немає                                                                      |
| Салон                                        |                                                                                  |
| Формула дверей                               | 2—2—1                                                                            |
| Висота підлоги, см                           | даних немає                                                                      |
| Сидіння                                      | напівм'які, роздільного типу, з підлокітниками (принаймні виставковий екземпляр) |
| Вікна                                        | тоновані, вклеєні у каркас                                                       |
| Опалення у салоні                            | даних немає                                                                      |
| Вентиляція у салоні                          | через дахові люки і зсувні кватирки                                              |
| Кількість сидячих місць, шт                  | 22—27                                                                            |
| Повна місткість, чол                         | 98—108                                                                           |
| Коробка передач                              |                                                                                  |
| Тип КПП                                      | механічна автоматична                                                            |
| Модель КПП                                   | ZF 6-36 OD Syncromech Allison T270                                               |
| Кількість ступенів КПП                       | 6 ?                                                                              |
| Двигун                                       |                                                                                  |
| Тип                                          | дизельний з турбонаддувом і інтеркулером                                         |
| Цикл                                         | 4-тактний                                                                        |
| Назва двигуна                                | HA57L135-BS III, Deutz TCD 2013 L44V                                             |
| Циліндри                                     | 6 (HA57L135-BS III) 4 (Deutz TCD 2013 L44V)                                      |
| Розташування циліндрів                       | рядне розташування циліндрів рядне розташування циліндрів                        |
| Потужність, кіловат                          | 134,5 (183 к.с.) 157,3 (214 к.с.)                                                |
| Робочий об'єм, літри                         | 5,76 4,76                                                                        |
| Відповідність екологічним нормам             | Euro-3                                                                           |
| Витрати пального на 100 км, літри            | 28 28                                                                            |
| Максимальна швидкість, км/год                | 80                                                                               |

## Тролейбуси
Корпорація «Еталон» зайнялася і випуском тролейбусів. Компанія створила сумісне підприємство з мінським заводом «Белкоммунмаш», що вже досить давно займається випуском тролейбусів «АКСМ». Одним з прототипів для створення тролейбуса послугують машини АКСМ. Тролейбус Еталон-Т12110 створено на основі кузова автобуса БАЗ-А111.10, і збірка відбувається на Чернігівському автозаводі.

## Подібні
- CityLAZ 10 LE
- Богдан А601
- ЗАЗ А10С